# Зигоматурусы
Зигоматурусы (лат. Zygomaturus) — вымерший род крупных сумчатых из плейстоцена Австралии.
Зигоматурусы были массивными животными с толстыми ногами, по размеру и по телосложению сходными с современными карликовыми гиппопотамами. Передвигались на четырёх ногах. Обитали на морском побережье. Вымерли около 45 тыс. лет назад. Предполагается, что зигоматурусы проникли также внутрь континента вдоль водных путей. Вели одиночный образ жизни, либо собирались в небольшие стада. Питались, по всей видимости, прибрежно-водными растениями типа камыша и осоки, собирая их с помощью вилообразных нижних резцов.

## Классификация
По данным сайта Paleobiology Database, на декабрь 2021 года в род включают 5 вымерших видов:
- † Zygomaturus diahotensis
- † Zygomaturus gilli
- † Zygomaturus keanei
- † Zygomaturus nimborensis
- † Zygomaturus trilobus